# Lípa u kostela sv. Prokopa v Hrnčířích
Lípa u kostela sv. Prokopa v Hrnčířích je památný strom, který roste v centru obce na prostranství před kostelem u pomníku padlým v 1. světové válce.

## Parametry stromu
- Výška (m): 12,0
- Obvod (cm): 375
- Ochranné pásmo: vyhlášené – kruh o poloměru 11 m na p.č. 862 k.ú. Šeberov
- Datum prvního vyhlášení: 03.01.2003[2]
- Odhadované stáří: 185 let (k roku 2016)[3]

## Popis
Mohutný kmen stromu má konzervačně ošetřenou dutinu. Původně dominantní koruna byla redukována a tvoří ji zkrácený hlavní kmen a zkrácené dvě silné větve. Zdravotní stav lípy je zhoršený, kmen má napadený houbou lesklokorkou ploskou.

## Historie
Lípa roste před hrnčířským dvorem poblíž kostela svatého Prokopa u pomníku padlých, odhaleného 30. října 1921. Podle hrnčířského kronikáře „bylo to v syté zeleni prastaré lípy, jež pamatuje jistě dobu roboty“.

## Turismus
Okolo lípy vede turistická značená trasa  6122 od metra C-Roztyly přes Kunratice a Šeberov do Průhonic.